# Werner Hübschmann
Werner Hübschmann (* 23. Juli 1901 in Chemnitz; † 5. Juli 1969 in Weimar) war ein deutscher Komponist  und Dozent.
Betrachtet man das Werkverzeichnis des Komponisten Werner Hübschmann, nimmt darin die Volksmusik breitesten Raum ein. Dort findet sich zum Beispiel Musik für Zupforchester und Akkordeon, wie Sonatine für Akkordeon oder Toccata für Akkordeon, aber auch Instrumente wie die Gitarre und die Zither wurden von Hübschmann mit Kompositionen berücksichtigt. 
Nach musikalischen Studien in Dresden und am Leipziger Konservatorium bei Grabner und später bei E. Wolff in Zürich war er zunächst als Privat-Musiklehrer in Leipzig und Chemnitz tätig. Am 31. Dezember 1937 beantragte er die Aufnahme in die NSDAP und wurde rückwirkend zum 1. Mai desselben Jahres aufgenommen (Mitgliedsnummer 5.809.839). Am 1. Oktober 1950 gehörte er zu den Mitbegründern der Chemnitzer Volks-Musikschule. Ab 1952 wirkte er als Dozent u. a. für Komposition an der Musikhochschule Weimar.